# Sjoerd Dragtsma
Sjoerd Dragtsma (Amsterdam, 27 april 1984) is een Nederlands acteur.

## Biografie
Dragtsma behaalde zijn havo-diploma en studeerde één jaar aan acteerschool Het Collectief. Niet veel later speelde hij een rol in de BNN-film Cut en in Volle Maan.
In 2004 werd hij voor het eerst gevraagd als acteur. Dit was voor een rol in de soapserie Het Glazen Huis. Hij speelde hierin de rol van Daan Hendriks. In 2005 werd de soap stopgezet in verband met tegenvallende kijkcijfers.
Dragtsma heeft daarna in een aantal Nederlandse series een rol gespeeld. Zo was hij in 2005 te zien in het laatste seizoen van de serie Kees & Co. Daarna kreeg hij in 2006 een rol in de dramaserie Gooische Vrouwen als Jurriaan van Landschot Troost. Nog geen jaar later speelde hij in de BNN-soap Onderweg naar Morgen als Jeroen de Jong.
Van november 2009 tot en met maart 2010 was Dragtsma te zien als Arthur Diepgrond in de RTL 4-soap Goede tijden, slechte tijden. Eind 2009 was hij te zien in de korte film De after. Daarnaast heeft hij in beide seizoenen van de comedyserie We gaan nog niet naar huis de rol van Wubbe gespeeld. Verder speelde hij in 2011 in de clip van het liedje Snelweg, van Negativ en Sanguita. Ook speelde hij mee in de soapserie Malaika.